# WGME-Sendemast
Der WGME-Sendemast ist ein 493,5 oder 495,1 Meter hoher Sendemast von WGME, einer amerikanischen Fernsehgesellschaft, in Raymond, im US-Bundesstaat Maine.
Der WGME-Sendemast war zum Zeitpunkt seiner Fertigstellung nicht nur das höchste Bauwerk in Maine, sondern auch das höchste Bauwerk der Welt. Allerdings wurde er schon 1960 vom KFVS-Sendemast in Cape Girardeau (Missouri) übertroffen. Seit der Fertigstellung des Sendemasten von WMTW in Baldwin im Jahr 2001 ist der WGME-Sendemast nur noch das zweithöchste Bauwerk in Maine.